# Zaren-Pokal 1942
Der Zaren-Pokal 1942 war die fünfte Austragung des Pokalwettbewerbs im Fußball in Bulgarien. Pokalsieger wurde der SK Lewski Sofia im Finale gegen den Sportklub Plowdiw.

## Modus
In allen Runden wurde der Sieger in einem Spiel ermittelt. Stand es nach der regulären Spielzeit von 90 Minuten unentschieden, kam es zur Verlängerung von zweimal 15 Minuten. Falls danach immer noch kein Sieger feststand, wurde das Spiel wiederholt.

## Teilnehmer
| - FK Chaskowo - FC Botew Wraza - Jantra Gabrowo - Lok Gorna Orjachowiza | - SK Lewski Sofia - SC Maria Luisa Lom - Makedonija Bitola - Napredak Russe - FK Spartak Plewen | - FK Pobeda Warna - ZhSK Skopje - Sportklub Plowdiw - FK Tundscha Jambol |

## 1. Runde
|                       | Ergebnis |                    |
| --------------------- | -------- | ------------------ |
| Napredak Russe        | 3:2      | SC Maria Luisa Lom |
| FC Botew Wraza        | 1:5      | FK Spartak Plewen  |
| Lok Gorna Orjachowiza | 0:1      | Jantra Gabrowo     |
| Makedonija Bitola     | 2:1      | ZhSK Skopje        |
| FK Chaskowo           | 2:0      | FK Tundscha Jambol |
| SK Lewski Sofia       | Freilos  |                    |
| Sportklub Plowdiw     | Freilos  |                    |
| FK Pobeda Warna       | Freilos  |                    |

## Viertelfinale
|                   | Ergebnis  |                   |
| ----------------- | --------- | ----------------- |
| SK Lewski Sofia   | 6:0       | FK Chaskowo       |
| Makedonija Bitola | 0:3 n. V. | Sportklub Plowdiw |
| FK Spartak Plewen | 3:0       | Jantra Gabrowo    |
| FK Pobeda Warna   | 1:3       | Napredak Russe    |

## Halbfinale
|                   | Ergebnis  |                   |
| ----------------- | --------- | ----------------- |
| Napredak Russe    | 0:1       | Sportklub Plowdiw |
| FK Spartak Plewen | 3:3 n. V. | SK Lewski Sofia   |

### Wiederholungsspiel
|                   | Ergebnis |                 |
| ----------------- | -------- | --------------- |
| FK Spartak Plewen | 1:2      | SK Lewski Sofia |

## Finale
| Paarung           | SK Lewski Sofia – Sportklub Plowdiw |
| Ergebnis          | 3:0 2 |
| Datum             | 3. Oktober 1942 |
| Stadion           | Junak-Stadion, Sofia |
| Zuschauer         | 8.000 |
| Schiedsrichter    | Todor Atanassow |
| Tore              | 1:0 Borislaw Zwetkow (20.) 2:0 Dimitar Sotirow (57., Eigentor) 3:0 Wassil Spassow (64.) 3:1 Stefan Paunow (66.)                                                                            |
| SK Lewski Sofia   | Ljubomir Aldew – Atanas Dinew, Sahari Radew, Stefan Nikuschew – Ljubomir Stamboliew , Kostantin Georgiew – Borislaw Zwetkow, Wassil Spassow, Boschin Laskow, Angel Petrow, Stojan Stojanow |
| Sportklub Plowdiw | Dimitar Sotirow – Metodi Karajanew, Boris Belkow, Dimitar Batinow – Christo Bachwarow, Georgi Kirow – Stefan Paunow, Iwan Lasarow, Christo Popow , Kostadin Janew, Atanas Todorow          |